# Murexia longicaudata
Murexia longicaudata е вид бозайник от семейство Торбести мишки (Dasyuridae), единствен представител на род Murexia.

## Разпространение
Видът е разпространен в Индонезия и Папуа Нова Гвинея.